# Pic del Portilló d'Oô
El Pic del Portilló d'Oô o pic Ollivier és una muntanya de 3.050 m d'altitud, amb una prominència de 60 m, que es troba al massís de Perdiguero, entre la província d'Osca (Aragó) i el departament de l'Alta Garona (França).
El cim també porta el nom d'Ollivier en memòria del guia de muntanya Robert Ollivier.